# Aerangis fastuosa
Aerangis fastuosa е цвете от семейство Орхидеи.

## Разпространение
Естествена среда: Мадагаскар. Могат да бъдат намерени на височина от 1000 до 1500 m, от източните скалисти склонове до централните плата. Растението е включено в CITES, Appendix 2.
Климат: От умерен до горещ.

## Описание
Растението е миниатюрно, с късо стебло. Височината му може да достигне 8 cm. Листата са дебелички, плътни и дължината им може да достигне 5 cm.
Този вид харесва по-светло и влажно от останалите аерангиси. При преосветяване се забелязва червено-ръждиво оцветяване по края на листата.
Изключително е атрактивно заради огромния цвят на фона на цялото растение.
След периода на цъфтеж, има лека фаза на почивка. Най-добрия индикатор за това са корените – когато са със зелени връхчета – нарастват, растението е в активен период, когато се покрият напълно с веламен – растението е във фаза на почивка.

## Отглеждане
Светлина: Пъстра сянка, сенчесто, никога на директно слънце.
Поливане: През лятото се поддържа леко влажно, през зимата се полива само сутрин.
Опръскване: През лятото – да, зимно време не се препоръчва за растения, които са в саксия.
Винаги се вземат предвид собствените условия – в домашни условия при включено парно температурите зима/лято не се различават съществено, както и дали растението е в саксия или окачено на корк, кора и т.н. Под зима се разбират „зимните“ температури в Мадагаскар.
Въздух: Харесва лекото въздушно движение, но не и течението.
Подхранване: Веднъж месечно, като ако се тори с много малки дози, може да се подхранва целогодишно, без период на почивка.
Препоръчва се да се отглежда в къщи или в орхидариум, където може да му се осигурят подходящите условия. Не се препоръчва отглеждане на открито в нашия климатичен пояс.
Аромат: Смес от зюмбюл и гардения. Аромата се усилва с настъпването на нощта.
Цъфтеж: Късно през зимата до ранно лято, като цветовете са дълготрайни, може да продължи до 4 месеца от отварянето на цвета. Дължина на цветоноса – къс, почти не се забелязва когато разцъфти цвета. Брой цветове на цветонос – обикновено са до два цвята на цветонос, но са наблюдавани и по четири. Самия цвят е около 5 см., а шпоричката до 10 см. Избягва се мокренето на цвета.
Саксийно отглеждане: В много малки саксийки, за да може да изсъхва бързо, в дребен субстрат – смес от кора, перлит, малко въгленче и с парченца кокосови нишки.
Кошничка: Не се препоръчва.
Окачено: Това е препоръчителния метод за отглеждане, ако е възможно да се осигури висока въздушна влажност за да няма опасност от пълно изсъхване. Развива се добре на корк, с малко сфагнум под корените. При избора на този метод са необходими ежедневни грижи. Предпочитан е поради възможността корените да изсъхват, както и поради факта, че при опръскване се повишава влажността около самото растение за по-дълго. Не се покриват напълно корените с мъх – трябва да се осигури възможност да поизсъхват през нощта и когато не са в активна фаза на нарастване.
Синоними: Angraecum fastuosum Rchb.f., Gard. Chron. 1881(2): 748 (1881).
Angorchis fastuosa (Rchb.f.) Kuntze, Revis. Gen. Pl. 2: 651 (1891).
Rhaphidorhynchus fastuosus (Rchb.f.) Finet, Bull. Soc. Bot. France 54(9): 38 (1907).
Прието наименование: Aerangis fastuosa (Rchb.f.) Schltr., Orchideen: 598 (1914).